# Jennifer Rardin
Jennifer Rardin (Evansville (Indiana), 28 de abril de 1965 – 20 de septiembre de 2010) fue un escritor de fantasía urbana, conocida por ser la autora de la serie de libros de Jaz Parks.

## Biografía
She era hija de James y Carol Pringle y comenzó a escribir cuando tenía 12 años. Se graduó en el Casey-Westfield high school y en 1987 consiguió la licenciatura de literatura inglesa en la Eastern Illinois University. Se casó con Kirk Rardin en 1986 y escribió tres novelas sin publicar antes de empezar la serie de libros de Jaz Parks. Rardin murió el 20 de septiembre de 2010. Antes de su muerte, Rardin anunciaba que estaba trabajando en un libro titulado Book Club Of The Damned.

### Serie de Jaz Parks
1. Once Bitten, Twice Shy (2007)[6][7]
2. Another One Bites the Dust (2007)[8][9][10]
3. Biting the Bullet (2008)[11]
4. Bitten to Death (2008)[12]
5. One More Bite (2009)
6. Bite Marks (2009)
7. Bitten in Two (2010)
8. The Deadliest Bite (2011)[13]

#### Novelas de Jaz Park
1. Scouting Jasmine (2011)
2. The Golem Hunt (2011)
3. An Evening for Vayl and Jaz (2011)

### Otras historias cortas
1. The Minion Chronicles: Paul and Brady Get Hoodoo with the Voodoo (2011)
2. Zombie Jamboree (2011)